# Сан-Хосе (округ Сан-Мігель, Нью-Мексико)
Сан-Хосе (англ. San Jose) — переписна місцевість (CDP) в США, в окрузі Сан-Мігель штату Нью-Мексико. Населення — 67 осіб (2020).

## Географія
Сан-Хосе розташований за координатами 35°23′44″ пн. ш. 105°28′33″ зх. д. / 35.39556° пн. ш. 105.47583° зх. д. (35.395553, -105.475887).  За даними Бюро перепису населення США в 2010 році переписна місцевість мала площу 0,69 км², уся площа — суходіл.

## Демографія
Згідно з переписом 2010 року, у селищі мешкало 137 осіб у 54 домогосподарствах у складі 38 родин. Густота населення становила 199 осіб/км².  Було 76 помешкань (111/км²).
Расовий склад населення:
| - 66,4 % — білих - 1,5 % — корінних американців - 1,5 % — чорних або афроамериканців - 24,8 % — осіб інших рас |

До двох чи більше рас належало 5,8 %. Частка іспаномовних становила 84,7 % від усіх жителів.
За віковим діапазоном населення розподілялося таким чином: 27,7 % — особи молодші 18 років, 60,6 % — особи у віці 18—64 років, 11,7 % — особи у віці 65 років та старші. Медіана віку мешканця становила 42,1 року. На 100 осіб жіночої статі у селищі припадало 98,6 чоловіків;  на 100 жінок у віці від 18 років та старших — 106,2 чоловіків також старших 18 років.
Середній дохід на одне домашнє господарство  становив 48 161 долар США (медіана — 48 750), а середній дохід на одну сім'ю — 44 074 долари (медіана — 41 927). 
Цивільне працевлаштоване населення становило 90 осіб. Основні галузі зайнятості: будівництво — 30,0 %, освіта, охорона здоров'я та соціальна допомога — 26,7 %, роздрібна торгівля — 18,9 %, публічна адміністрація — 12,2 %.